# Hebron Estates
Hebron Estates is een plaats (city) in de Amerikaanse staat Kentucky, en valt bestuurlijk gezien onder Bullitt County.

## Demografie
Bij de volkstelling in 2000 werd het aantal inwoners vastgesteld op 1104.
In 2006 is het aantal inwoners door het United States Census Bureau geschat op 1163, een stijging van 59 (5,3%).

## Geografie
Volgens het United States Census Bureau beslaat de plaats een oppervlakte van
1,5 km², geheel bestaande uit land.

## Plaatsen in de nabije omgeving
De onderstaande figuur toont nabijgelegen plaatsen in een straal van 4 km rond Hebron Estates.